# كامو-كامو
كامو-كامو هو لاعب كرة قدم موزمبيقي في مركز الوسط، ولد في 19 يوليو 1999 في مابوتو في موزمبيق. لعب مع فيتوريا سيتوبال.

## وصلات خارجية
- كامو-كامو على موقع ناشيونال فوتبول تيمز (الإنجليزية)
- كامو-كامو على موقع Soccerway.com (الإنجليزية)